# Водяной олень
Водяно́й оле́нь или болотная кабарга (название дано российскими пограничниками, неоднократно наблюдавшими данный вид) (лат. Hydropotes inermis) — вид безрогих оленей, единственный представитель рода Водяные олени (Hydropotes) семейства Оленевые. Преимущественно обитает в Китае и Корее.

## Таксономия
Существует два подвида: китайский водяной олень (H. i. inermis) и корейский водяной олень (H. i. argyropus). Внешне водяной олень больше похож на кабаргу, чем на настоящего оленя. Несмотря на анатомические особенности, включая пару направленных вниз клыков и отсутствие рогов, его относят к семейству Оленевые.
Тем не менее, уникальные анатомические характеристики привели к тому, что его классифицировали в отдельном роде (Hydropotes), а также исторически в собственном подсемействе (Hydropotinae). Молекулярные анализы показывают, что род Водяные Олени является родственным таксоном Косули.

## Этимология
Название рода Hydropotes происходит от двух древнегреческих слов ὕδωρ (húdōr), означающего «вода», и ποτής (potḗs), означающего «факт питья», и относится к предпочтению рек и болот.
Этимология названия вида соответствует латинскому слову inermis, означающему «безоружный, беззащитный», образованному от приставки in-, означающей «без», и основы arma, означающей «защитное оружие, броня», и относится к отсутствию у водяного оленя рогов.

## Внешний вид
У водяного оленя узкий грудной и тазовый пояс, удлинённая шея и ноги. Мощные задние конечности длиннее передних, их коленные суставы располагаются ниже плеч.
| Длина тела  | Высота в холке | Длина хвоста | Вес     |
| ----------- | -------------- | ------------ | ------- |
| 75 — 100 см | 42-65 см       | 6-7.5 см     | 9-15 кг |

Водяной олень единственный в своём семействе обладает паховой железой и использует её для маркировки запаха.

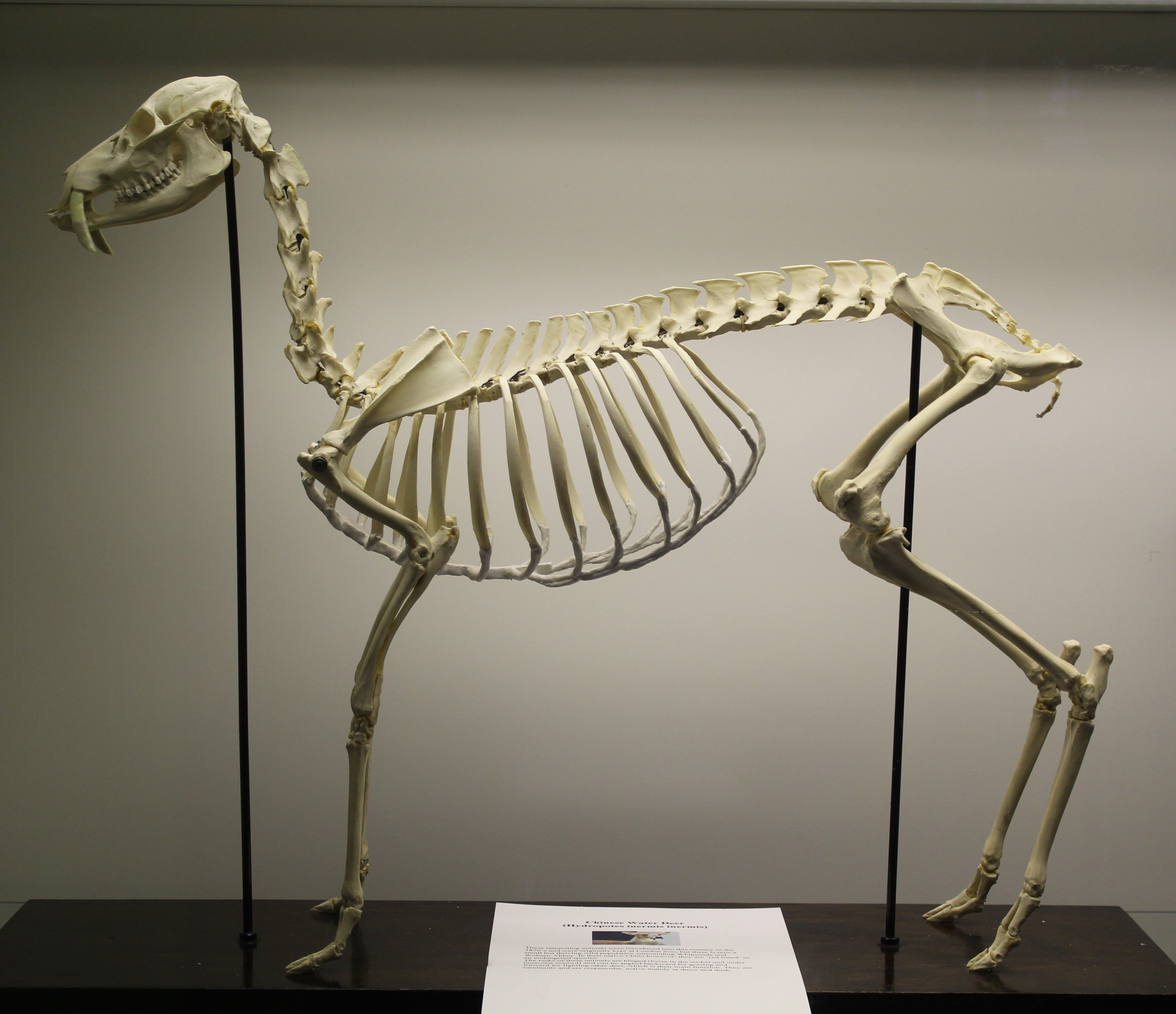
Скелет водяного оленя в Королевском Ветеринарном Колледже Лондона.

Уши короткие и округлые, рога отсутствуют у особей обоих полов.
Окрас шерсти в целом золотисто-коричневый, может перемежаться черными волосками, в то время как подпушь белая. Сильно заостренная морда рыжевато-коричневая или серая, а подбородок и верхняя часть горла кремового цвета. Шерсть длиннее всего на боках и крестце.
Осенью летняя шерсть постепенно сменяется более густой зимней шерстью, цвет которой варьируется от светло-коричневого до серо-коричневого. Детёныши рождаются темно-коричневыми с белыми полосами и пятнами вдоль верхней части туловища.

### Клыки
У водяных оленей развиты длинные клыки, выступающие из верхней челюсти, как у кабарги. У самцов клыки довольно большие, их длина в среднем составляет от 5,5 до 8 см. У самок клыки маленькие, в среднем 0,5 см в длину.
Зубы обычно прорезаются осенью первого года жизни оленя в возрасте примерно 6-7 месяцев. К началу весны недавно прорезавшиеся клыки достигают примерно половины своей конечной длины. По мере развития клыков корень остается открытым, пока оленю не исполнится от 18 месяцев до 2 лет. Когда клык полностью вырастает, под десной видно только около 60 % клыка.
Эти клыки свободно держатся в ткани десны, а их движения контролируются лицевыми мышцами. Во время еды олень может отводить их назад. При агрессивных столкновениях он выдвигает клыки и втягивает нижнюю губу, чтобы сблизить зубы. Таким образом, он представляет собой впечатляющее двузубое оружие для самцов-соперников.

## Распространение
Водяные олени обитают на землях вдоль рек, где их защищают от посторонних глаз высокие тростники и камыши. Их также можно увидеть на горах, болотах, лугах и даже на открытых возделанных полях. Водяные олени — искусные пловцы и могут проплыть несколько миль, чтобы добраться до отдаленных речных островов. Интродуцированная популяция китайского водяного оленя существует в Великобритании, а другая была истреблена из Франции.

### История
Археологические исследования показывают, что в эпоху плейстоцена и голоцена водяной олень когда-то был распространен в гораздо более широком ареале, чем в настоящее время. Находки были обнаружены в восточном Тибете, в Монголии, Вьетнаме и северо-восточном Китае, а также на юго-востоке Корейского полуострова (голоцен) и Японского архипелага (плейстоцен). Водяной олень также исторически обитал на Тайване, однако эта популяция, предположительно, вымерла еще в начале XIX века.

### Современное распространение
Этот вид оленей распространён к северу от долины Янцзы в Восточном Китае (подвид Hydropotes inermis inermis), и в Корее (подвид Hydropotes inermis argyropus).
Водяные олени обитают в нижнем течении реки Янцзы, в прибрежной провинции Цзянсу и на островах Чжэцзян в восточно-центральном Китае, а также в Корее, где демилитаризованная зона стала защищенным местом обитания для большого количества оленей. Корейский водяной олень (Hydropotes inermis argyropus) является одним из двух подвидов водяного оленя. В то время как популяция китайского подвида находится под угрозой исчезновения в Китае, корейский подвид, как известно, насчитывает 700 000 особей по всей Южной Корее.
В Китае водяные олени встречаются на островах Чжоушань в Чжэцзяне (600~800), Цзянсу (500~1000), Хубэй, Хэнань, Аньхой (500), Гуандун, Фуцзянь, озере Поян в Цзянси (1000), Шанхае и Гуанси. В настоящее время они вымерли на юге и западе Китая. С 2006 года водяной олень был вновь завезен в Шанхай, и его популяция увеличилась с 21 особи в 2007 году до 227~299 особей в 2013 году.

### Южная Корея
В Корее водяные олени встречаются по всей стране и известны как горани (고라니).
Несмотря на то, что Международный союз охраны природы включил это животное в список «уязвимых», в Южной Корее оно процветает благодаря исчезновению естественных хищников, таких как тигры и леопарды. С 1994 года корейские водяные олени были отнесены к «вредным диким животным» — так Министерство охраны окружающей среды называет диких существ, которые могут причинить вред людям или их имуществу. В настоящее время некоторые местные органы власти предлагают вознаграждение в размере от 30 000 вон ($30) до 50 000 вон ($50) во время сельскохозяйственного сезона. Однако охота на водяного оленя не ограничивается теплым сезоном, поскольку зимой 2018 года в стране действовало 18 охотничьих угодий.

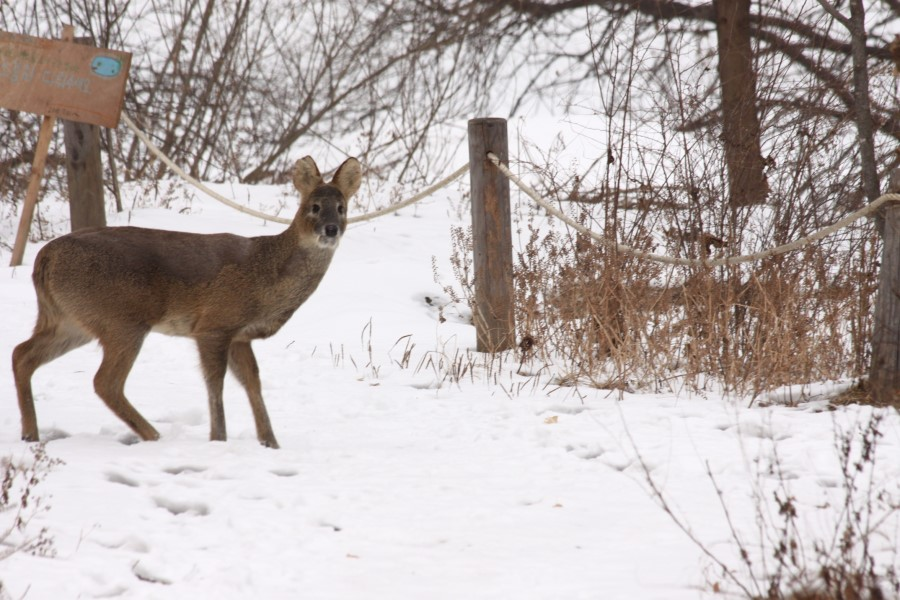

### Россия
1 апреля 2019 года с помощью фотоловушки водяной олень был замечен на территории национального парка «Земля леопарда» в Хасанском районе Приморского края России в 4,5 км от границы с Китаем. В 2022 году в Приморском крае популяция водяных оленей составила около 170 особей. На конец 2023 года популяция составляла около 300 особей. Таким образом, водяной олень стал новым, 327-м, видом млекопитающих в фауне России.

### Великобритания
Китайские водяные олени были впервые завезены в Великобританию в 1870-х годах. Животные содержались в Лондонском зоопарке до 1896 года, когда герцог Бедфордский распорядился перевезти их в аббатство Вобурн, Бедфордшир. В течение последующих трех десятилетий в стадо импортировались и появлялись новые особи. В 1929 и 1930 годах 32 оленя были перевезены из Вобурна в Уипснейд, также в Бедфордшире, и выпущены в зоопарк. В настоящее время популяция китайских водяных оленей в Уипснейде оценивается более чем в 600 особей, в то время как в Вобурне, вероятно, более 250 особей.
Большая часть нынешней дикой популяции китайских водяных оленей в Великобритании происходит от сбежавших из зоопарков животных, а остальная часть — от многих преднамеренных выпусков. Большинство этих животных до сих пор обитают вблизи аббатства Вобурн. Похоже, что сильная привязанность оленя к определенной среде обитания — высоким зарослям тростника и травы в дельтах рек — ограничило его потенциал колонизации на более дальние расстояния. Основная область распространения — от Вобурна на восток до Кембриджшира, Норфолка, Саффолка и Северного Эссекса, а также на юг до Уипснада. Сообщалось о небольших колониях в других районах.
Британское общество оленей координировало исследование диких оленей в Великобритании в 2005—2007 годах и отметило, что китайский водяной олень «значительно расширил свой ареал» с момента последней переписи в 2000 году.

### Франция
Во Франции существовала небольшая популяция, возникшая из животных, сбежавших из вольера в 1960 году на западе Франции (Верхняя Вьенна, недалеко от Пуатье). Популяция увеличивалась в 1965 и 1970 годах, а с 1973 года вид находился под охраной. Несмотря на попытки найти животных с помощью местных охотников, с 2000 года их не видели, и считается, что популяция вымерла.

## Размножение
Гон бывает в декабре, и в это время самцы дерутся клыками, пытаясь разрезать противнику шею. После гона часто встречаются самцы с большими шрамами на морде и шее. Во время драк самцы издают громкие дребезжащие звуки. Беременность продолжается около 6 месяцев, и в июне — июле родится один или два, редко три пятнистых оленёнка. Новорождённые несколько дней лежат затаившись в густых зарослях и не раньше чем через неделю начинают сопровождать мать.

## Фотографии

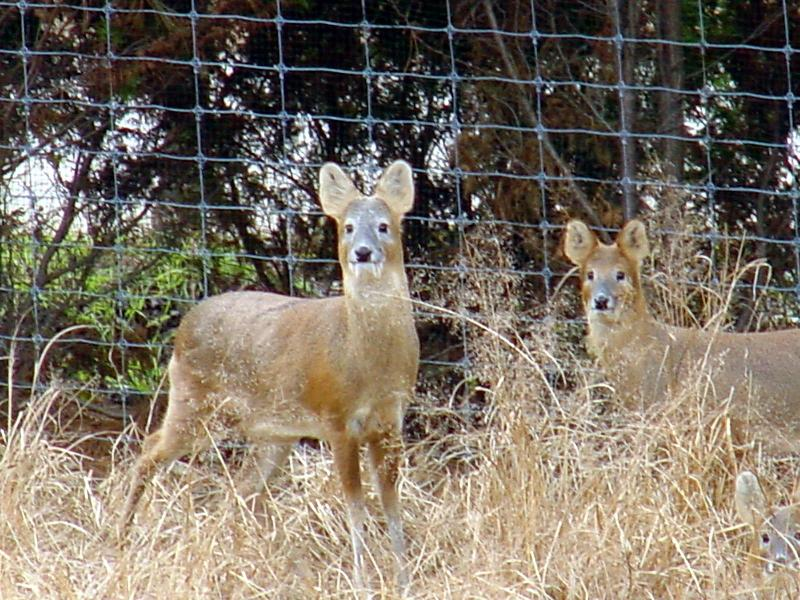
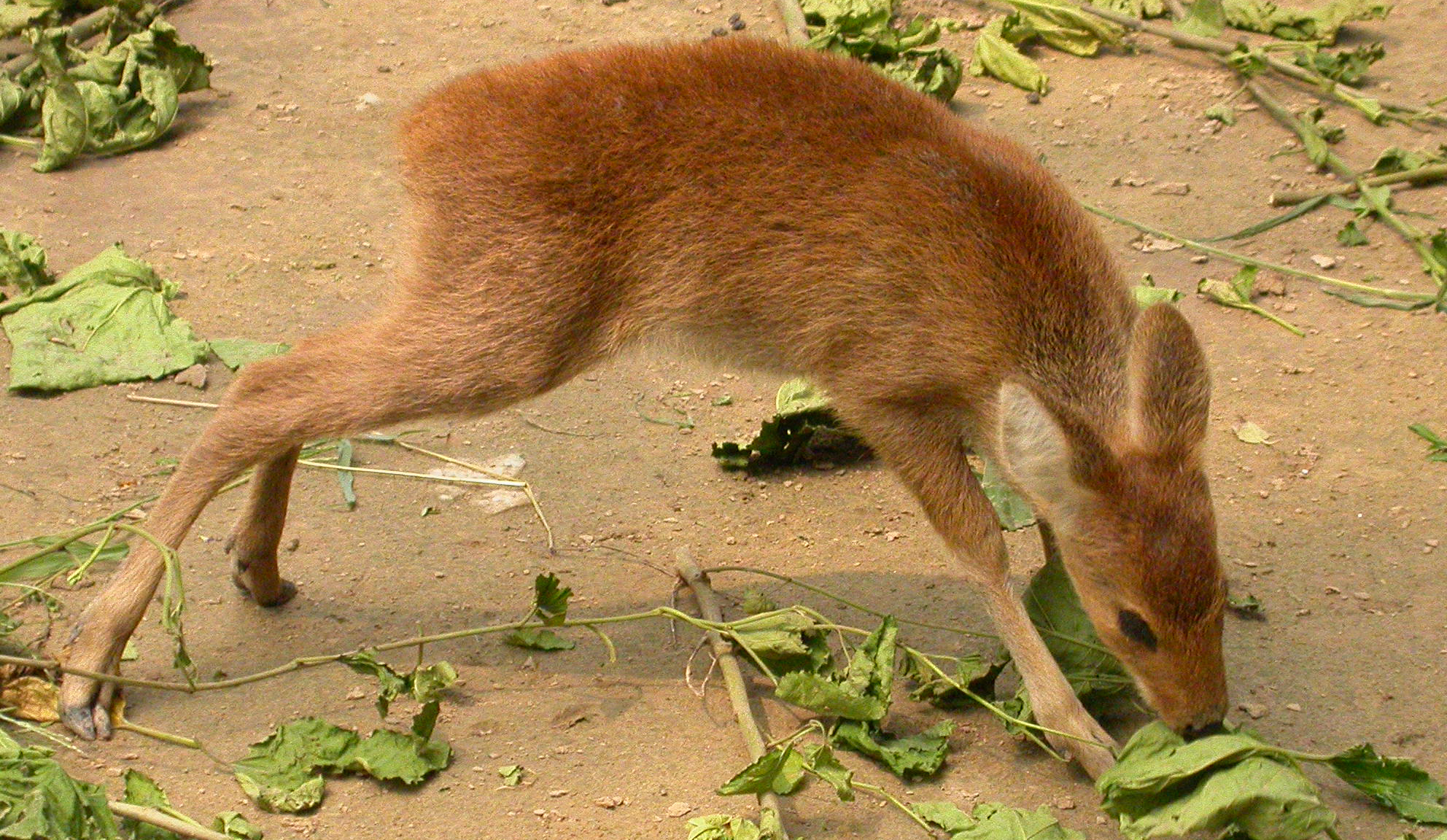
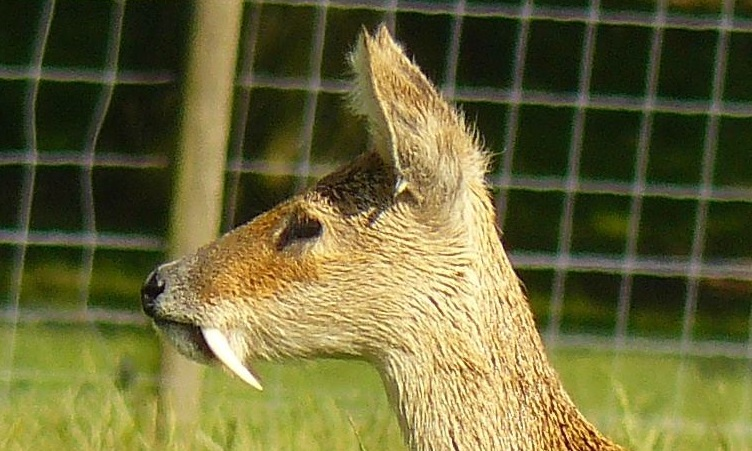